# TOP 09
TOP 09 또는 전통 번영을 위한 책임(傳統 繁榮을 爲한 責任, 체코어: Tradice Odpovědnost Prosperita)은 체코의 중도우파 정당으로, 2009년 설립되었다. 2017년, 2018년 총선거 결과, 체코 상원의 경우 체코 해적당에 이어 제8당인 반면 체코 하원의 경우 기민당에 이은 8당이다.

## 로고

2009년-2017년
2017년-현재